# Baladna (Unternehmen)
Baladna (arabisch بلدنا, DMG Baladunā) ist ein katarisches Unternehmen, das in der Lebensmittelindustrie tätig ist. Der Schwerpunkt der Tätigkeit liegt heute auf der Erzeugung von Milchprodukten.

## Unternehmensgeschichte
Baladna war ursprünglich vor allem auf die Aufzucht von Schafen und Ziegen spezialisiert. Ein Einstieg in die Milchproduktion wurde zuerst verworfen, da das saudi-arabische Unternehmen Almarai Katar mit Milchprodukten zu geringen Preisen versorgte. Im Zuge der Katar-Krise und der See-, Land- und Luftblockade durch die Nachbarstaaten war die Nahrungsmittelsicherheit in Katar stark gefährdet, viele landwirtschaftliche Erzeugnisse mussten aus der Türkei eingeflogen werden. In dieser Situation stieg Baladna in die Milchproduktion ein, da die Konkurrenz durch Almarai nicht mehr gegeben war. Am 11. Juli 2017, circa einen Monat nach dem Abbruch der diplomatischen Beziehungen durch arabische Nachbarstaaten, standen bereits 3400 Holsteiner, die von Qatar Airways eingeflogen wurden, zur Milcherzeugung zur Verfügung. Zu Beginn des Jahres 2018 wurden mehrere Tausend Kühe aus den Vereinigten Staaten eingeschifft. Ziel ist eine Produktion von über 500 Tonnen Joghurt und Milch pro Tag, sodass der nationale Bedarf deutlich überschritten werden würde. Für 2019 plant das Unternehmen die Gründung riesiger Hühnerställe, die eine Produktion von 200 Millionen Eiern jährlich gewährleisten sollen.
Anfang 2018 kündigte das Unternehmen seinen Börsengang an.

## Tierhaltung
Die Tierhaltung in Katar ist auf Grund der teils sehr hohen Temperaturen eine große Herausforderung. Die 3840 Hektar große Farm des Unternehmens nördlich von Katar nahe al-Chaur ist eine hochmoderne, weitestgehend automatisierte Anlage. Diese verfügt über eine moderne Melkmaschine und aufwendige Anlagen zur Temperatur- und Luftfeuchtigkeitsregulierung.